# José Freire Monterroio Mascarenhas
José Freire Monterroio Mascarenhas (Lisboa, 22 de Março de 1670 – 31 de Janeiro de 1760) foi um escritor português.
Foi redactor da Gazeta de Lisboa (1715–1833), periódico com notícias de Portugal e do estrangeiro e das nomeações do governo, razão pela qual a publicação foi alcunhada de 'Gazetas do Montarroio'. Foi homem viajado, com estudos em matemática e filosofia. Esteve dez anos na Europa, voltando depois ao reino e dando início à publicação das suas "Gazetas Noticiosas", com o subtítulo de "Historia anual cronológica e Política do Mundo, especialmente da Europa."